# Cheonan-Fußballcenter
Das Cheonan-Fußballcenter ist ein Fußballstadion in der südkoreanischen Stadt Cheonan, Provinz Chungcheong-do. Das Fußballcenter besteht aus mehreren Fußballplätzen. März 2006 wurde der erste Spatenstich gesetzt und Anfang 2009 wurde das Fußballcenter eröffnet. Cheonan FC nutzte das Stadion von 2009 bis 2015. Von 2011 bis 2019, sowie seit 2022 nutzt das Franchise Cheonan City FC diese Anlage als seine Heimspielstätte. 